# The Amusement Park
The Amusement Park ist ein US-amerikanischer Horrorfilm von George A. Romero aus dem Jahr 1975. Es handelt sich um ein lange für verschollen gehaltenes Frühwerk des Regisseurs und wurde erst 2017 wiederentdeckt und restauriert.

## Handlung
Der Film beginnt mit einem Prolog von Hauptdarsteller Lincoln Maazel, der in einem Monolog über das Älterwerden reflektiert und erklärt, dass es sich bei den weiteren Darstellern des Films um Senioren aus einem Altenheim handeln würde, während die jungen Menschen überwiegend Schauspielschüler seien. Er gibt dann auch vor, dass der Film auf einer metaphorischen Ebene beschreiben würde, wie alte Menschen von der Gesellschaft misshandelt werden.
Ein alter Mann mit einem Kopfverband und auffälligen Wunden im Gesicht sitzt mit einem weißen Anzug in einem weißen Raum. Scheinbar derselbe Mann, jedoch ohne Verletzungen fragt ihn, warum er nicht rausgehe. Der Mann stammelt, da draußen sei nichts und er würde nie wieder nach draußen gehen. Selbstbewusst geht der unverletzte Mann nach draußen, wo sich ein Vergnügungspark befindet. Dort tauscht er Bargeld gegen Tickets ein und will sich ins Vergnügen stürzen.
Bei der ersten Achterbahnfahrt, die ihn sehr mitnimmt, verstirbt ein anderer älterer Mann, wird in einen Sarg gelegt und zurückgelassen. Der alte Mann versucht darauf aufmerksam zu machen, wird aber ignoriert. Anschließend sieht er, wie einem Mann der Führerschein unter Beschimpfungen aberkannt wird. In der Nähe ereignet sich ein Unfall auf dem Autoscooter, bei dem ein jüngerer Mann behauptet, die Frau habe ihn absichtlich gerammt. Tatsächlich ist der Mann jedoch falsch abgebogen und trägt die Schuld am Unfall. Ein herbeieilender Polizist glaubt der älteren Frau nicht und als der alte Mann eine Zeugenaussage machen will, weist der Polizist ihn zurecht, dass er keine Brille aufgehabt habe und deshalb den Unfall gar nicht gesehen haben könne.
Erschöpft geht er nun an einen Essensstand, wo er wie ein Aussätziger behandelt wird, während ein anderer älterer Mann, der mit Geld um sich wirft, eine besondere Behandlung erfährt. Der alte Mann bekommt unappetitlich aussehende Nudeln mit Tomatensoße serviert, die er dann aber an andere hungrige ältere Personen abgibt. 
Anschließend kauft er an einem Stand Lebensmittel, die er jedoch nicht tragen kann. Niemand will ihm helfen, so schnappt er sich ein Glas mit Erdnussbutter und Cracker und beginnt diese zu verzehren. Er bietet einem kleinen Kind welche an, wird dann jedoch von anderen als „degeneriert“ beschimpft und flieht. Anschließend wird er von jüngeren in ein Haus geschickt, wo er Spaß haben soll. Tatsächlich handelt es sich um einen Raum für Physiotherapie, der jedoch mehr einem Folterkeller gleicht. Als er aus dem Haus entkommt, verliert er seine Brille. Er stolpert zu einer Wahrsagerin, wo einem Pärchen gerade die Zukunft vorhergesagt wird. Es erscheinen Visionen vom Alter, die ein eher düsteres Bild auf ihre Zukunft werfen. Der junge Mann stürmt weg und schlägt im Vorbeigehen den alten Mann nieder.
Als er wieder zu sich kommt, befinden sich nur noch eine Horde von Bikern im Park, die ihn ohne ersichtlichen Grund verprügeln. Er rettet sich zu einem Doktor, hat jedoch nur noch wenig Geld und bekommt gerade mal ein Pflaster und einen Stock, danach wird er verscheucht. Im Anschluss wird er von einem Mann, der Apartments verkauft, ausgeraubt und landet schließlich in einer Freakshow, die jedoch nur aus älteren Menschen besteht. Er versucht diese zu verlassen, wird jedoch von jüngeren Menschen verfolgt, die denken, er würde versuchen aus der Show auszubrechen.
Schließlich findet er ein kleines Mädchen, das gerne von ihm vorgelesen haben möchte. Er beginnt das Märchen von den drei kleinen Schweinchen vorzulesen, doch die Eltern wollen gehen und der Mann bleibt alleine zurück. Schließlich weint der Mann und rennt zurück in den weißen Raum, wo er erneut auf die saubere Version von sich selbst trifft.
Der Film wird beendet von Maazel, der erneut die Vierte Wand durchbricht und dem Publikum erklärt, dass sie älteren Menschen helfen können, den es gäbe Programme für diese, damit sie nicht so enden wie im Film. Er beendet seinen Monolog mit den Worten: „Ich sehe euch im Park … irgendwann.“.

## Hintergrund
Der Film wurde ursprünglich 1973 gedreht. Es handelte sich um eine Auftragsarbeit für die Lutheran Service Society of Western Pennsylvania und basierte auf einem Drehbuch von Wally Cook. Ursprünglich gedacht war er als Lehrfilm gedacht, wurde jedoch schnell fallen gelassen, nachdem die Verantwortlichen das fertige Material sahen und es als zu gewalttätig für ihr Publikum einstuften. Es war Romeros einzige Auftragsarbeit. Er wurde an drei Tagen im Vergnügungspark West View Park in West View, Pennsylvania gedreht. Das Budget betrug 37.000 US-Dollar.
Er entstand zwischen Romeros Hungry Wives (1972) und Crazies (1973), hatte seine Premiere jedoch erst im Juni 1975 auf dem American Film Festival in New York. Es folgten weitere Festivalvorstellungen. Nach den letzten Vorstellungen verschwand der Film und galt lange als verschollen. 

## Restauration
2017 erhielten Romero und seine Frau Suzanne Desrocher-Romero einen 16-mm-Film, der auf einer Romero-Retrospektive beim Toronto International Film Festival gezeigt worden sein soll. Die Fassung wurde dann im Spectacle Theater in New York 2018 aufgeführt. Nach Romeros Tod gab seine Frau eine Restauration des Films über IndieCollect. Die Rechte wurden schließlich von Shudder erworben und 2021 in deren Programm aufgenommen.

## Kritiken
Auf Rotten Tomatoes erreichte der Film ein Tomatometer von 87 % auf der Basis von 76 Reviews. Er erreichte dort Platz 22 der besten Horrorfilme 2021. Metacritic gibt den Film mit 77 von 100 Punkten an.